# Delta Orinoca
Delta Orinoca ili Delta Amacuro (španjolski: Delta del Orinoco) rijeke Orinoco je sedma po veličini delta na svijetu, na sjeveroistoku Venezuele uz obale Karipskog mora i Atlantika. 
Čitava delta nalazi se u venezuelanskoj saveznoj državi Delta Amacuro.

## Zemljopisne karakteristike
Delta Orinoca ima površinu od 22 500 km², od toga 20 000 km² otpada na močvare i bare. Delta ima formu tipičnog trokuta, široka je oko 442 km (proteže se duž atlantske obale od Zaljeva Paría na sjeverozapadu, sve do Zaljeva Boca Grande na jugoistoku) a duboka oko 200 km.
Orinoco počinje formirati svoju veliku deltu 50 km nizvodno od grada Ciudad Guayana, od tud se rijeka počinje razlivati u brojne kanale (zvane caños), između kojih ostaju veliki otoci.
Orinoco delta je veliki mozaik močvara, bara, kanala (cañosa) i otoka među njima. Otoci u moru te vode su tek nešto viši, tako da redovno plavljeni za sezonskih poplava, i prekriveni muljem i blatom u gornjem i jugoistočnom dijelu delte, a tresetom u središnjem i sjeverozapadnom dijelu. Dio njih je gusto pošumljen, a neki s rijetkom travom što ovisno o blizini glavnih rukavaca, trajanju poplava i stupnju slanosti voda.
Iako je moguće razlikovati riječne od plimnih kanala u delti, u biti svi kanali postaju rukavci Orinoca za sezone kiša (od svibnja do rujna), a tijekom sušne sezone u njima poraste utjecaj plime. Rukavci (caños) u gornjem dijelu delte su relativno uski i vijugavi, au donjem dijelu delte postaju široki plimni kanali. Nekoliko većih rukavaca je preusmjereno u priobalje sjeverozapada pod utjecajem snažne Gujanske struje, koja nosi brojne sedimente i zatrpava muljem taj dio delte. Orinoco delta ima 26 rukavaca, od kojih su dva najveća;  Rio Grande i Caño Manamo, oni čitavim svojim tokom imaju široka korita koja se u blizini obale pretvaraju u estuarij e. Rio Grande je daleko najveći, jer preko njega otječe većina voda Orinoco i  sedimenata. Rukavci (caños) Araguao, Mariusa, Macareo i manama su kanali drugog reda, dok su rukavci; Pedernales i Capur primjeri kanala trećeg reda. Zbog utjecaja plime i oseke, formirala se i mreža kanala koji teku paralelno s obalom, i povezuju glavne rukavce rijeke.
Više od 75 % voda Orinoca istječe u Zaljevu Boca Grande. Velika količina vode i sedimenata koja otječu rijekom i dnevne plime su glavni procesi u formiranju složene obalne geomorfologije u jugoistočnoj četvrtini Delte. S druge strane Gujanska struja je glavni faktor koji oblikuje ostalih 3 / 4 na sjeverozapadu Delte.

### Geološke karakteristike
Teren delte je ravnica bez velikih visinskih razlika, većina uzvišenja ima do 1 metar, rekordna po visoni je naplavina Terra Firma pored obale, koja ima devet metara. Tlo u ekoregiji delte su gotovo u potpunosti aluvijalne naslage, koje je rijeka donijela iz dalekih sjevernih Anda od Kolumbije do Venezuele tijekom tisuća godina. Samo u prošlom stoljeću - Delta Orinoca je povećala svoju površinu na račun Atlantika za 1 000 km². Delta se širi u Atlantik 40 metara godišnje, po dužini od 360 km. 

### Hidrološke karakteristike
Dvije vrste vodotoka teku deltom, muljevite smeđe vode, koje donose neki rukavi, s puno sedimenata i rukavci crnih voda (koji teku kroz močvare u delti i ispiru njihove obale bogato biljem, i tako se pročišćavaju.

## Ekoregija
Ekoregija Močvare delte Orinoca sastoji od nekoliko većih i manjih krpa plavljenih travnjaka, između kojih je mozaik močvarnih šuma i mangrovih močvara. Ova ekoregija je stanište brojnih ugroženih vrsta. Prijetnje toj regiji su porast onečišćenja, gradnja brana, bušenje nafte i povećanje broja stanovnika u regiji.
Jedini veći grad u Delti Orinoca je Tucupita administrativni centar države Delta Amacuro, koji leži na rukavcu Caño Manamo. Njegova izgradnja i rast omogućena je izgradnjom brane na Caño Manamu, između 1966. – 1967. Njome je grad zaštićen od sezonskih poplava, a s druge strane je povećan nivo voda u rukavcu Rio Grande i time povećana njegova plovnost.

## Vanjske poveznice
- Geo-environmental characterization of the Delta del Orinoco (na portalu University of Texas)  Arhivirana inačica izvorne stranice od 18. studenoga 2014. (Wayback Machine) (engl.)
- Geo-environmental mapping (na portalu University of Texas)  Arhivirana inačica izvorne stranice od 27. kolovoza 2006. (Wayback Machine) (engl.)
- Orinoco wetlands (na portalu World wildlife) (engl.)